# Vanthali
Vanthali è una suddivisione dell'India, classificata come municipality, di 15.861 abitanti, situata nel distretto di Junagadh, nello stato federato del Gujarat. In base al numero di abitanti la città rientra nella classe IV (da 10.000 a 19.999 persone).

## Geografia fisica
La città è situata a 21° 28' 60 N e 70° 19' 60 E e ha un'altitudine di 25 m s.l.m..

## Società

### Evoluzione demografica
Al censimento del 2001 la popolazione di Vanthali assommava a 15.861 persone, delle quali 8.433 maschi e 7.428 femmine. I bambini di età inferiore o uguale ai sei anni assommavano a 1.767, dei quali 969 maschi e 798 femmine. Infine, coloro che erano in grado di saper almeno leggere e scrivere erano 11.027, dei quali 6.490 maschi e 4.537 femmine.